# Grand Theft Auto III
Grand Theft Auto III је акционо-авантуристичка игра из 2001. године коју је развио DMA Design, а објавио Rockstar Games. Била је то прва 3D игра у серијалу Grand Theft Auto. Смештена у Либерти Ситију, граду лабаво заснованом на Њујорку, прича прати Клода, тихог протагонисту који се уплиће у свет криминала, дроге, сукоба банди и корупције. Игра се игра из перспективе трећег лица, а кроз свет се креће пешке или возилом. Њен дизајн отвореног света омогућава играчима слободно лутање по Либерти Ситију.
Развој су делили DMA Design, са седиштем у Единбургу, и Rockstar, са седиштем у Њујорку. Развој је укључивао трансформацију популарних елемената Grand Theft Auto-а у потпуно 3D свет по први пут. Игра је одложена након напада 11. септембра како би се тиму омогућило да промени референце и начин играња који су сматрани неприкладним. Grand Theft Auto III је објављен у октобру 2001. за PlayStation 2, у мају 2002. за Windows и у новембру 2003. за Xbox. Мобилни портови су објављени за десету годишњицу 2011. године, а затим је уследила ремастерована верзија за двадесету годишњицу 2021. године.
Grand Theft Auto III је добио признања за свој концепт, гејмплеј, дизајн звука и визуелну верност, али је изазвао контроверзе због насиља и секса. Добио је признања на крају године од неколико гејмерских публикација и сматра се прекретницом у концепту отвореног света, једном од најзначајнијих игара шесте генерације конзола и међу најбољим видео играма. Била је најпродаванија видео игра 2001. године и међу најпродаванијим PlayStation 2 играма са преко 11,6 милиона продатих примерака; укупно је продата у преко 14,5 милиона примерака. Након игре уследили су Grand Theft Auto: Vice City (2002) и два претходника, Advance (2004) и Liberty City Stories (2005).

## Гејмплеј
Grand Theft Auto III је акционо-авантуристичка игра која се игра из перспективе трећег лица. Играчи завршавају мисије - линеарне сценарије са постављеним циљевима - да би напредовали кроз причу. Могуће је имати неколико мисија доступних истовремено, јер неке мисије захтевају од играча да чекају даља упутства или догађаје. Ван мисија, играчи могу слободно да лутају отвореним светом и да завршавају опционе споредне мисије. Оне почињу у општини Портланд и откључавају острво Стонтон и Шорсајд Вејл како напредују у причи.
Играчи могу трчати, скакати или користити возила за навигацију кроз свет игре. У борби, аутоматско нишањење може бити коришћено као помоћ против непријатеља. Уколико играчи претрпе штету, њихов мерач здравља може бити потпуно регенерисан употребом појачања здравља. Панцир се може користити за апсорпцију штете од пуцњаве и експлозије, али се у том процесу троши. Када се здравље потпуно потроши, игра се зауставља и играчи се поново појављују у најближој болници, без оклопа, оружја и одређене количине новца.
Ако играчи почине злочине током играња, агенције за спровођење закона у игри могу реаговати, што је назначено мерачем „потражнице“ на хед-ап дисплеју (HUD). На мерачу, приказане звездице означавају тренутни ниво потражнице (на пример, на максималном нивоу од шест звездица, органи за спровођење закона постају веома агресивни). Службеници за спровођење закона ће тражити играче који напусте подручје тражења. Мерач потражнице улази у режим хлађења и на крају се повлачи када су играчи скривени из вида полицајаца.
Игра омогућава играчима да контролишу немог криминалца Клода. Кроз причу, Клод упознаје разне играче из криминалног подземља. Док играчи завршавају мисије за различите банде и криминалне организације, чланови банди ће често бранити играче, док ће чланови ривалских банди препознати играче и потом пуцати на њих на лицу места. Док слободно лутају светом игре, играчи се могу укључити у активности као што су мини-игра осветника, ватрогасна активност, служба хитне помоћи и такси услуга. Завршетак ових активности играчима даје награде специфичне за контекст; на пример, завршетак мисије осветника омогућава играчима да подмите полицију након што почине злочин.
Играчи користе нападе у блиској борби, ватрено оружје и експлозив за борбу против непријатеља. Ватрено оружје укључује оружје као што су микро Узи, пушка М16 и бацач пламена. Тродимензионално окружење игре омогућава поглед из првог лица док се циља снајперском пушком, ракетним бацачем и пушком М16. Поред тога, борба у игри је прерађена како би играчи могли да пуцају из аутомобила окренути бочно у возилу. Игра играчима пружа широк избор оружја - може се купити од локалних продаваца ватреног оружја, пронаћи на земљи, преузети од мртвих непријатеља или пронаћи по граду.

## Игра
Из официјелног Рокстаровог веб-сајта:
ЛИБЕРТИ СИТИ, САД. Најгоре место у Америци.
Издан си и остављен да умреш. Сада тражиш освету, уколико те град не докрајчи прво. Мафијашким шефовима треба услуга, корумпираним полицајцима треба помоћ а уличне банде те траже мртвог. Треба да пљачкаш, крадеш и убијаш само да би остао даље од озбиљног проблема. Свашта може да се деси тамо.
На почетку игре, главни лик Клод (нипошто Клод Спид) заједно са његовом девојком Каталином(која се појављује и у ГТА Сан Андресу који је смештен 9 година пре радње ГТА 3 тачније у 1992 годину,иначе она тада и ступа у везу са Клодом), пљачкају највећу банку у граду, али га Каталина издаје и оставља га да умре. Касније се сазнаје да је Клод преживео и да га транспортују у затвор да одслужи десетогодишњу робију. Након преласка моста, комби нападају колумбијски мафијаши да би ослободили једног затвореника који се касније појављује у игри под именом "Оријентални џентлмен"(Oriental Gentleman), и тада Клод и још један затвореник по имену Ејт Бол (енгл. 8-Ball), успевају да побегну таман на време пре него што је мост уништен од стране исте мафије. После тога, Клод почиње да ради за Породицу Леоне односно прво за Луиђија Готерелија, Џоија Леонеа(Који се спомиње и у ГТА Сан Андресу), Тонија Ћиприанија (који је главни протагониста у Grand Theft Auto: Liberty City Stories (смештен 3 године раније)) и Салватореа Леонеа. Такође упознаје Салватореаву жену Марију (која се такође појављује у ГТА Сан Андреса,где и упознаје Салватореа у једном казину у Лас Вентурасу где је Марија и радила)која се нашалила са Салватореом да су она и Клод у вези, тако да Салваторе побесни и намешта замку за Клода тако што му даје захтев да се отараси једног аута, у којем је скривена бомба. Међутим Марија Клоду шаље поруку да је у ауту бомба и да се нађе са њом близу луке да они оду са једном њеном пријатељицом Асуком Касен, једној од вођа Јакуза, на Стаунтон Ајланд.Касније Клод одмах добија задатак да убије Салватореа Леонеа, у коме он успева да га убије и затим ради код Кенџија Касена Асукиног брата,иначе Клод у једној од мисија за Доналда Лова убија Кенџија Касена,убиство је исценирано да изгледа као да су га убили Колумбијци што покреће рат између Јакуза и Колумбијаца,такође ради за Реја Мачовског (корумпираног полицајца и пријатељ Асуке) и Доналда Лова (Који се појављује у још 2 ГТА наслова,први пут у ГТА Вајс Ситију и у ГТА Либерти сити сторис)(енгл. Donald Love).
Касније у причи, пошто је добио поверење од Јакуза, Каталина, убија Асуку Касен и Мигела (који је њен дечко, али га убија зато што је хтео да се преда и да да новац који је Клод требало да украде за Јакузе) и отима Марију, и да заузврат ако је жели назад, да преда њој 500.000 $ до њене виле у Шорсајд Вејл.Када је дошао, Клод сазна да је то била замка да се украде новац, одведе Марију и да убију Клода исти мафијаши(Колумбијци) који су уништили мост (који је касније поправљен). Међутим, Клод успева да убије мафијаше,бацачем ракета руши хеликоптер у коме се налазила Каталина  и ослобађа Марију,такође у завршној сцени док Клод шета са Маријом чује се пуцањ,постоје спекулације да је Клод заправо убио Марију,међутим ово никада није доказано.

## Занимљивости
- Ово је једина GTA игра из 3D ере, која има могућност да се намести на птичју перспективу.
- Такође, она је једина игра у којој нема могућности на почетном менију да се укључи мапа, то јест, једина мапа у игри је радар, која играча наводи на одређени циљ, али не тако прецизно као мапа у почетном менију у каснијим играма.
- Према датуму када је издана, игрица спада у прву игру из 3D универзума, али ако рачунамо по хронолошком реду, ово је задња игрица у 3D универзуму.